# Лешак
Лешак (на сръбски: Лешак) е град в Косово, разположен в община Лепосавич, Митровски окръг, Северно Косово. Населението на града през 2004 година е 2180 души.

## Население
| Година | Население |
| ------ | --------- |
| 1948   | 578       |
| 1953   | 690       |
| 1961   | 1041      |
| 1971   | 1319      |
| 1981   | 1672      |
| 1991   | 1852      |
| 2004   | 2180      |

|  | Тази страница частично или изцяло представлява превод на страницата „Лешак (Лепосавић)“ в Уикипедия на сръбски. Оригиналният текст, както и този превод, са защитени от Лиценза „Криейтив Комънс – Признание – Споделяне на споделеното“, а за съдържание, създадено преди юни 2009 година – от Лиценза за свободна документация на ГНУ. Прегледайте историята на редакциите на оригиналната страница, както и на преводната страница, за да видите списъка на съавторите. ВАЖНО: Този шаблон се отнася единствено до авторските права върху съдържанието на статията. Добавянето му не отменя изискването да се посочват конкретни източници на твърденията, които да бъдат благонадеждни. |